# Дахлан, Мохаммед
Мохаммед Дахлан (араб. محمد دحلان‎), также известен как Абу Фади (أبو فادي‎) (род. 29 сентября 1961, Хан-Юнис, сектор Газа) — палестинский политический и военный лидер.

## До соглашений в Осло
Мохаммед Дахлан родился 29 сентября 1961 года в семье палестинских беженцев. В 1981 году участвовал в создании молодёжного отделения партии ФАТХ, в том же году был арестован израильскими спецслужбами и приговорен к 5 годам тюремного заключения. В 1988 году за участие в первой интифаде был снова арестован и выслан в Иорданию. Затем, в Тунисе Дахлан вступил в Организацию освобождения Палестины (ООП) и работая координатором ООП по организации интифады завоевал доверие Ясира Арафата.

## После соглашений в Осло
После подписания соглашений в Осло, Дахлан был назначен главой службы превентивной безопасности в секторе Газа. В этот период он пользовался широкой популярностью в народе.
Впоследствии он предпринимал много противоречивых для палестинского общества шагов — подавлял террористическую деятельность в секторе Газа, участвовал в переговорах с Израилем и активно противостоял исламской оппозиции, к тому же поддерживая хорошие отношения с Израилем и США. Кроме того, его отношения со своим коллегой на Западном берегу, Джибрилем Раджубом, были натянутыми.

## Вторая интифада
В период Второй интифады популярность Дахлана несколько упала в результате его антитеррористической позиции и умеренных взглядов. Дахлан критиковал Арафата и партийное руководство ФАТХа за коррумпированность, и в начале интифады активно противодействовал организации терактов на территории Израиля. Он всегда подчёркивал, что борьба с евреями допустима только в пределах границ 1967 года, и должна быть «народной».
По данным израильских спецслужб Дахлан был причастен к организации террористического нападению на школьный автобус в секторе Газа 20 ноября 2000 года. Сам он неоднократно отрицал свою причастность к этому теракту.
В 2011 году исключён из ФАТХ (в его адрес даже выдвигались обвинения в отравлении Арафата), после чего выехал в ОАЭ и получил сербское гражданство.